# Anamnese (Plato)
Anamnese (Oudgrieks: anamnêsis) is het 'zich herinneren' van de vormen of ideeën der ideeënwereld in de filosofische werken van Plato. Door middel van de socratische methode, poogt de filosoof deze 'vergeten' kennis van de ziel als een vroedvrouw terug aan de oppervlakte te brengen. Deze theorie ontwikkelt Plato in het bijzonder in de dialogen Meno en Phaedo, en verwijst ernaar in zijn Phaedrus.
Deze 'vormen' zijn de achterliggende principes van onze waarneembare werkelijkheid, die transcendent zijn, en waarvan onze vergankelijke wereld slechts een afspiegeling is. De vormen zelf zijn onveranderlijk, tijdloos en perfect. Een bruine hond is bijvoorbeeld een afspiegeling van de Vorm 'hond' en ook van de Vorm 'bruin'. De individuele honden hebben deel aan de abstracte vorm 'hond'.
Volgens Plato kunnen wij deze vormen niet zomaar bevatten (suneinai), aanschouwen (theorizein) of zelfs maar aanraken (haptesthai). We moeten moeite doen om ze te benaderen. We hebben wel een groot voordeel in dit proces: vóór de geboorte heeft de menselijke ziel (psychê) contact gehad met de vormen. De ziel is namelijk onsterfelijk: zij heeft voor de dood in de pure wereld der vormen verkeerd, en zal daarheen na de dood van het lichaam weer terugkeren. Wellicht zal zij daarna reïncarneren, ongeveer zoals te lezen in het verhaal van Er. De herinnering aan eventuele vorige vergankelijke levens verdwijnt spoorloos; maar de herinnering aan het prenatale contact met de vormenwereld blijft na de geboorte in elk geval latent (lanthanôn) aanwezig in de ziel. Het opwekken van deze herinnering is wat Plato met anamnese bedoelt. Want deze herinnering is voor de mens niet zonder meer beschikbaar.
Waarom is deze anamnese zo belangrijk? Omdat, voor Plato, het ultieme doel van de filosofisch ingestelde mens is: het begrijpen van de achterliggende principes die de ultieme oorzaak (aitia) zijn van de wereld om ons heen en van ons bestaan. Die principes zijn natuurlijk de Ideeën van de Ideeënwereld: we hebben anamnese nodig om tot die vormen te komen. Alle dingen in onze wereld hebben deel aan de vormen: maar hoe kunnen wij in (bijvoorbeeld) een goed mens die participatie in de vorm van het Goede (tôgathon) herkennen? Doordat het nadenken over die goede mens op de een of andere manier in ons hoofd de anamnese kan opwekken, c.q. de herinnering aan de eens aanschouwde vorm van het Goede.
- Gemeinsame Normdatei: 4414862-8